# Voedselsoevereiniteit
Voedselsoevereiniteit is een term die stelt dat de mensen die voedsel produceren, verspreiden en consumeren de mechanismen en het beleid van de voedselproductie en -distributie moeten bepalen, in plaats van de bedrijven en instellingen waarvan men meent dat deze het mondiale voedselsysteem overheersen. De term is in 1996 bedacht door leden van de organisatie Via Campesina.

## Geschiedenis
De geschiedenis van de voedselsoevereiniteitsbeweging is relatief kort. Een aantal bewegingen en landen hebben stappen gezet richting het realiseren van een alternatief voedselsysteem.

### Wereldwijde afspraken
Op het Forum voor Food Sovereignty in Sélingué (Mali) op 27 februari 2007 namen circa 500 afgevaardigden van meer dan 80 landen de "Verklaring van Nyéléni" aan, waarin onder andere stond:
Voedselsoevereiniteit is het recht van mensen op gezond en cultureel passend voedsel, geproduceerd op ecologisch verantwoorde en duurzame wijze in een voedsel- en landbouwsysteem dat door henzelf wordt vormgegeven. Het plaatst de ambities en behoeften van hen die voedsel produceren, distribueren en consumeren centraal in voedselstructuren en het beleid, in plaats van steeds te buigen voor de eisen van de markt en grote corporaties. Het behartigt de belangen van de volgende generatie. Voedselsoevereiniteit biedt een strategie voor verzet tegen en ontmanteling van het huidige op winst gerichte voedselregime en het biedt richtlijnen voor lokale producenten en consumenten bij het inrichten van hun voedselsystemen, landbouw, visserij en veeteelt. Voedselsoevereiniteit geeft voorrang aan de lokale en nationale markten en economieën. Het geeft macht terug aan de boer(in) en bevordert gezinslandbouw, traditionele visvangst en veeteelt door herders. Productie, distributie en consumptie wordt hierdoor zowel op ecologisch, sociaal als economisch vlak verduurzaamd. In april 2008 nam de International Assessment of Agricultural Science and Technology for Development (IAASTD), een intergouvernementele organisatie gesponsord door de Verenigde Naties en Wereldvoedselbank, de volgende definitie aan: "Voedselsoevereiniteit wordt gedefinieerd als het recht van mensen en soevereine staten om democratisch hun eigen agricultuur- en voedselbeleid te bepalen."

### Onderdeel van het overheidsbeleid
In september 2008 werd Ecuador het eerste land dat voedselsoevereiniteit in de grondwet verankerde. Vanaf eind 2008 kwam er een wet in de ontwerpfase om deze grondwettelijke bepaling uit te breiden door het verbieden van genetisch gemodificeerde organismen, het beschermen van veel gebieden van het land tegen het winnen van niet-hernieuwbare hulpbronnen en het ontmoedigen van monocultuur. De wet zoals deze in de ontwerpfase was zou ook biodiversiteit als collectief intellectueel eigendom beschermen en de rechten van de natuur erkennen.
Sindsdien hebben zes andere landen voedselsoevereiniteit in de wetten of bepalingen geïntegreerd. Deze landen zijn Venezuela, Mali, Bolivia, Nepal, Senegal en Egypte. Sommige van deze hebben te maken gehad met voedseltekorten; de overheid van Venezuela heeft een rantsoen ingesteld en basisvoedsel is verdwenen uit de schappen.

### Voedselsoevereiniteit in Europa
Van 16 t/m 21 augustus 2011 kwamen meer dan 400 mensen uit 34 Europese landen bijeen in Krems (Oostenrijk) om de ontwikkeling van een Europese beweging voor voedselsoevereiniteit te plannen. Er waren hierbij internationale vertegenwoordigers aanwezig van verschillende sociale bewegingen en maatschappelijke organisaties. Het doel van de samenkomst was om verder te bouwen op de fundatie die werd gelegd bij het forum in Mali in 2007. De doelen waren om lokale betrokkenheid te versterken; het opbouwen van wederzijds begrip; het opstellen van een gezamenlijk actieplan; de strijd van voedselsoevereiniteit in Europa vieren; en de mensen en organisaties te inspireren en motiveren om samen te werken.
Het forum was georganiseerd volgens de principes van participatie en gezamenlijke besluitvorming. Er werden methoden gebruikt om geïnstitutionaliseerde vooroordelen die onlosmakelijk verbonden zijn met de maatschappij (zoals geslacht, leeftijd, taal, beroep) te vermijden. Er werd geprobeerd alle lagen van de maatschappij bij de discussie te betrekken.
Het was op het forum mogelijk voor Europese producenten en activisten om vaardigheden uit te wisselen, acties op te zetten en mogelijkheden te bespreken. Dit leverde de Europese verklaring van Nyéléni op.
Sinds 2011 zijn er bijeenkomsten en acties voortgezet, waaronder de Good Food March, waar bewoners, jeugd en boeren samenkwamen om op te roepen tot een groener en eerlijker landbouwbeleid in Europa, alsmede een democratische hervorming van Europa's gemeenschappelijk landbouwbeleid.

## Voedselsoevereiniteit versus voedselzekerheid
Voedselsoevereiniteit is ontstaan als reactie op de desillusie van activisten over voedselzekerheid en het overheersende globale handelen omtrent voedselverziening en -beleid. Het laatste benadrukt toegang tot voldoende voedsel voor iedereen, waarvoor gezorgd wordt door voedsel van iemands eigen land of door importeren. Vanwege de efficiëntie en hogere productiviteit, heeft dit geleid tot wat 'corporate food regime' wordt genoemd: grootschalige, geïndustrialiseerde, bedrijfsmatige landbouw gebaseerd op gespecialiseerd produceren, landconcentratie en vrijhandel.
Doordat er bij voedselzekerheid geen aandacht wordt besteed aan de politieke economie van corporate food regime wordt er niet gekeken naar de nadelige effecten van het regime. Dit is met name het uitgebreide benadelen van kleine producenten en globale milieuschade.
Haïti kan worden beschouwd als casus. Migratie van het platteland naar de steden weerspiegelde een overgang van zelfvoorzieningslandbouw naar fabrieksarbeid. Boeren werden gedwongen tot deze overgang vanwege de grootschalige import van 'Miami rijst', waarmee hun eigen plaatselijk gegroeide rijst niet kon concurreren in de lokale markt. In 2008 importeerde Haïti 80 procent van hun rijst, waardoor ze extreem kwetsbaar werden tegen schommelingen in prijs en toevoer. Toen de prijs in 2008 verdrievoudigde, konden veel inwoners van Haïti het zich niet meer veroorloven.
Voedselsoevereiniteit omvat ondersteuning voor kleine boeren en gezamenlijk beheerde boerderijen, visserijen, etc. in plaats van het industrialiseren van deze sectoren in een minimaal gereguleerde globale economie.
Voedselzekerheid is een soortgelijk concept, maar focust meer op de relatie tussen voedsel en ongelijkheden in ras en klasse, terwijl voedselsoevereiniteit meer verwijst naar agentschap over voedselproductiesystemen.

### Kritiek van de Groene Revolutie
De groene revolutie wordt door sommige voorstanders van voedselzekerheid gezien als een succesverhaal omtrent het verhogen van de oogstopbrengst en bestrijden van honger in de wereld. Velen in de voedselsoevereiniteit-beweging staan echter kritisch tegenover de groene revolutie en beschuldigen aanhangers voor het te veel volgen van een programma van technocratie van westerse cultuur welke buiten bereik ligt van de meerderheid van kleine producenten en de boerenstand.
Hoewel de groene revolutie heeft gezorgd voor grotere voedselproductie maakt het geen einde aan wereldhonger, omdat het niet de problemen met toegang tot voedsel oploste. Voorstanders van voedselsoevereiniteit beweren dat de groene revolutie erin is gefaald de hoog geconcentreerde verspreiding van economische macht te wijzigen, en het juist versterkte - met name toegang tot land en koopkracht.
Sommige critici beweren dat de groene revolutie in het algemeen zorgde voor grote milieuschade door het toegenomen gebruik van herbiciden, wat zorgde voor grootschalig verlies van biodiversiteit. Er was ook een afname van traditionele kennis doordat boeren sterker op biotechnologische input vertrouwden. De groene revolutie begunstigde rijke, grootschalige boeren en dwong veel kleinere, armere boeren in de schulden.
Een aantal van deze visies worden ondersteund door de door de Wereldbank en VN-gesponsorde IAASTD-reportage. De focus op technologie hield geen rekening met wie deze technologie reguleerde en negeerde de kennis van mensen waarvan werd verwacht dat ze het zouden overnemen. De resultaten hiervan waren significant verlies van biodiversiteit door de massale acceptatie van hybride zaden en bodemerosie.
Het goedkeuren van het verbouwen van genetisch gemodificeerde organismen (ggo's) door de West-Australische regering in 2010 en de daaropvolgende mislukking van het scheiden van gewassen leidde tot verontreiniging van ten minste één biologische boerderij door Monsanto's genetisch gemodificeerd koolzaad. De biologische certificering van de gecertificeerde biologische boerderij van Steve en Sue Marsh werd in 2010 door GM-besmetting ingetrokken. Een rechtszaak in de rechtbank van West-Australië zorgde niet voor enige hulp of bescherming voor de biologische boerderij. Echter werd in 2013 de biologische certificering van de Marsh boerderij hersteld.